# MADE IN JAPAN (SEX MACHINEGUNSのアルバム)
『MADE IN JAPAN』（メイド・イン・ジャパン）は、SEX MACHINEGUNSの2枚目のスタジオ・アルバム。

## 概要
前作『SEX MACHINEGUN』以来、1年1か月ぶりのアルバム。
同年に発売されたシングル「TEKKEN II」と「ONIGUNSOW」とバンドの代表曲「みかんのうた」が本作に収録された。
HDCD仕様である。
ジャケットはMADE IN JAPANにちなみ、日本の国旗をモチーフにしている。

## 収録曲
（全作詞（特記以外）・作曲：Anchang / 全編曲：SEX MACHINEGANS
1. みかんのうた (ライブ)
2. Progressive おじいちゃん
3. TEKKEN II
4. illusion city
5. エステティシャン
6. MAGNUM fire
7. Secret KILLER
8. Iron Cross
9. American Z
10. Operation TIGER
11. ONIGUNSOW
12. Yellow Card

1. ↑  “MADE IN JAPAN”. ORICON MUSIC. 2023年9月9日閲覧。
2. 1 2  “sex MACHINEGUNS ／ MADE IN JAPAN”. CD Journal. 2023年9月9日閲覧。
3. ↑  “MADE IN JAPAN”. HMV&BOOKS online. 2023年9月9日閲覧。
4. ↑  “MADE IN JAPAN”.  タワーレコード. 2023年9月9日閲覧。
5. ↑  “ＭＡＤＥ　ＩＮ　ＪＡＰＡＮ”. Billboard JAPAN. 2023年9月9日閲覧。
6. ↑  “SEX MACHINEGUNS／MADE IN JAPAN”.   紀伊國屋書店ウェブストア. 2023年9月9日閲覧。